# Banco de la Reserva de Nueva Zelanda
El Banco de la Reserva de Nueva Zelanda (en inglés: New Zealand Reserve Bank o RBNZ) es el banco central de Nueva Zelanda. Fue fundado en 1934 y se constituye en virtud de Ley del Banco de Reserva de Nueva Zelanda de 1989. El Gobernador del Banco de la Reserva es responsable de la moneda y la política monetaria de Nueva Zelanda. El gobernador actual es Graeme Wheeler. Los empleados del banco operan bajo el marco de una jerarquía empresarial.
El Banco de la Reserva de Nueva Zelanda no ofrece servicios financieros al público ni tampoco ofrecen seguros de depósito y su sitio web refiere a la gente a otras instituciones financieras.

## Propiedad
A diferencia la Reserva Federal de Estados Unidos, el Banco de la Reserva no tiene elementos de la propiedad privada; según su sitio web, «el Banco de la Reserva no tiene accionistas. Es 100% "propiedad" del Gobierno de Nueva Zelanda, y cualquier ingreso adicional que el Banco de la Reserva obtenga se ingresa a las cuentas de la Corona. El Banco Central no es un departamento del gobierno, sino que es una institución cuyas finanzas están incluidos en las cuentas de la Corona".

## Política monetaria

### Funciones principales
La función principal del Banco de la Reserva, tal como se define por la Ley de 1989 es proporcionar a «la estabilidad en el nivel general de precios».
El Banco de la Reserva es responsable de la administración independiente de la política monetaria para mantener la estabilidad de precios. El grado de estabilidad de los precios es determinada a través de un acuerdo sobre el nivel objetivo de política monetaria con el ministro de Finanzas. Son documentos públicos y, por tanto, un gobierno no puede secretamente cambiar los objetivos para obtener en el corto plazo aumento en el crecimiento económico.
Este mecanismo se articula a través de la Tasa de Efectivo Oficial (un porcentaje) que afecta a corto plazo . El Banco proporcionará dinero en efectivo de un día para otro al 0,50% por encima de la tasa de efectivo de los Bancos a cambio de un colateral sin límite. Además, el banco acepta depósitos de instituciones financieras, con interés, generalmente a la tasa de efectivo oficial.
Los bancos que ofrecen préstamos con intereses más altos que la tasa de efectivo oficial verán que hay otros bancos que ofrecen préstamos más baratos y los bancos que ofrecen sus préstamos a un tipo de interés inferior obtendrán menos beneficios en comparación con otros bancos que simplemente depositarán su dinero en el Banco de la Reserva con una mayor tasa de retorno. El Banco de la Reserva presta y ofrece préstamos sin límite a unos volúmenes determinados con el fin de garantizar que la tasa de interés del mercado es pareja a los tipos oficiales.
A través de este control, el Banco de la Reserva puede por tanto influir a corto plazo de la demanda en la economía de Nueva Zelanda y se usa para el control de precios.
Los ajustes a la tasa de efectivo oficial se hacen ocho veces al año. Se puede hacer ajustes de forma discrecional pero no es lo habitual.

### Fracciones de banca de reserva
Como todos los modernos sistemas monetarios, el sistema monetario en Nueva Zelanda se basa en la fiat y de fracciones de banca de reserva. En una fracción de reserva del sistema bancario, la mayor parte de dinero creado no es creado por el Banco de la Reserva en sí, el 80% o más es creado por el sector privado de los bancos comerciales.

## Emisión de moneda
El Banco en virtud de la Ley del Banco de la Reserva tiene el derecho exclusivo de la emisión de los billetes y monedas de curso legal de Nueva Zelanda. El Banco de la Reserva controla de la emisión de moneda por los bancos y también reemplaza el dinero en circulación usado y dañado. En marzo de 2005, el banco decidió retirar el 5% de la moneda en circulación, así como reducir el tamaño de  las monedas de 10, 20 y 50 céntimos.
El Banco de la Reserva acepta todas las monedas de Nueva Zelanda para el pago a su valor nominal. Esto se aplica a todas las divisas desmonetizadas o fuera de circulación, sin embargo la moneda puede no ser aceptada por los cambiadores de dinero ya que no es de curso legal. Todos los billetes decimales son de curso legal, excepto los de $1 y $2 ya que han sido retirados. Los billetes dañados conservan su valor siempre y cuando sean reconocibles. El sitio web del Banco de la Reserva señala que como regla general, si hay más de la mitad de un billete de banco, conserva todo su valor. Para recibir el pago, la gente tiene que enviar el billete al Banco de la Reserva de Wellington o a cualquier banco.

### Monedas de coleccionismo
El Banco de la Reserva en ocasiones emite ediciones limitadas de monedas de curso legal para los coleccionistas y suelen tener un tema y diseño sobre Nueva Zelanda. Estas monedas no están destinadas para circular, pero son de curso legal. Las monedas se venden por el Banco de la Reserva a través de las oficinas del Nueva Zelanda Post.

## Supervisión de la Nueva Zelanda del sistema Bancario en el Banco de Reserva
El Banco de la Reserva también actúa para supervisar del sistema bancario para asegurar su estabilidad, sin embargo no garantiza que un banco no vaya a quebrar o pase por dificultades financieras.
A febrero de 2016 hay 25 bancos registrados.
Todos los bancos que operan en Nueva Zelanda deben emitir trimestralmente un informe de transparencia, y el Banco de la Reserva los supervisa.
El propósito de esta información es:
- Ayudar a los depositantes a tomar decisiones acertadas
- Alentar a los bancos a mantener  prácticas bancarias adecuadas

El resumen consta de:
- Un resumen en el que se proporciona una breve descripción de la condición financiera de un banco
- Declaración que proporciona información completa del banco
- Informe de transparencia adicional

Es posible consultar la lista de bancos inscritos en su sitio web.

## Supervisión prudencial del sector asegurador por el Banco de la Reserva de Nueva Zelanda
Bajo la sección 12 de la Ley del Seguro (Supervisión Prudencial) de 2010, el Banco de Nueva Zelanda se encarga de la supervisión prudencial del sector asegurador de Nueva Zelanda. Esto incluye la concesión de licencias a las personas que quieran abrir una empresa de seguros en Nueva Zelanda.

### Historia
El Banco de Reserva de Nueva Zelanda se estableció a partir del 1 de agosto de 1934 por el Banco de la Reserva de Nueva Zelanda Act de 1933. El Banco de la Reserva emitió por primera vez billetes en 1934 (véase libra de Nueva Zelanda).

## Lista de gobernadores
Los siguientes han servido como gobernadores del Banco de la Reserva:
- Leslie Lefeaux (1 de enero de 1934 – 31 de diciembre de 1940)
- William Fox Longley Ward (gobernador en funciones. 1 de mayo de 1941 – 1 de febrero de 1944), (1 de febrero de 1944 – 8 de julio de 1948)
- Edward Coldham Fussell (21 de julio de 1948 – 20 de julio de 1962)
- Gilbert Wilson (21 de julio de 1962 – 20 de julio de 1967)
- Sir Alan Low (21 de julio de 1967 – 11 de febrero de 1977)
- Raymond W. R. Knight (12 de febrero de 1977 – 11 de febrero de 1982)
- Dick L. Wilks (12 de febrero de 1982 – 17 de mayo de 1984)
- Sir Spencer Russell (18 de mayo de 1984 – 31 de agosto de 1988)
- Dr Donald Brash (1 de septiembre de 1988 – 26 de abril de 2002)
- Dr Alan Bollard (23 de septiembre de 2002 – 25 de septiembre de 2012)
- D. Adrian Orr (27 de marzo de 2018 - 31 de marzo de 2025)
- Graeme Wheeler (26 de septiembre de 2012 – presente)